# Красна Горка (Володарський район)
Красна Горка (рос. Красная Горка) — селище в Володарському районі Нижньогородської області Російської Федерації.
Населення становить 624 особи. Входить до складу муніципального утворення сільрада Красна Горка.

## Історія
Від 2009 року входить до складу муніципального утворення сільрада Красна Горка.

## Населення
| 1989 | 1999 | 2002  | 2008 | 2009 | 2010 | 2011 |
| ---- | ---- | ----- | ---- | ---- | ---- | ---- |
| 1797 | ↘280 | ↗1107 | ↘330 | ↘296 | ↗555 | ↗557 |
| 2012 | 2013 |       |      |      |      |      |
| ↗580 | ↗624 |       |      |      |      |      |